# Rasivalva
Rasivalva – rodzaj błonkówek z rodziny męczelkowatych. Gatunkiem typowym jest Rasivalva stigmatica.

## Zasięg występowania
Rodzaj obejmuje gatunki występujące głównie w holarktyce, niektóre sięgają do krain etiopskiej i orientalnej.

## Biologia i ekologia
Żywicielami gatunków z tego rodzaju są motyle z rodziny miernikowcowatych.

## Gatunki
Do rodzaju zaliczanych jest 12 opisanych gatunki (wiele gatunków jest nieopisanych):
- Rasivalva calceata (Haliday, 1834)
- Rasivalva circumvecta (Lyle, 1918)
- Rasivalva desueta Papp, 1989
- Rasivalva karadagi Tobias, 1986
- Rasivalva leleji Kotenko, 2007
- Rasivalva lepelleyi (Wilkinson, 1934)
- Rasivalva longivena Song & Chen, 2004
- Rasivalva marginata (Nees, 1834)
- Rasivalva perplexa (Muesebeck, 1922)
- Rasivalva pyrenaica Oltra & Jiménez, 2005
- Rasivalva rugosa (Muesebeck, 1922)
- Rasivalva stigmatica (Muesebeck, 1922)